# HMS Vigilant (1777)
HMS Vigilant — 22-пушечный корабль 6 ранга Королевского флота, бывший торговый Empress of Russia. Третий корабль Его величества, названный Vigilant.

## Постройка
Спущен на воду в 1774 году на частной верфи в Уитби, под названием Empress of Russia. До 1776 года был торговым.

## Служба
Участвовал в Американской революционной войне.
1775 год — 30 марта ушел в Бостон как наемный войсковой транспорт.
1776 год — «изъят из торговли» (англ. Taken up From Trade), то есть реквизирован, флотом 23 апреля 1776 года; выбран за малую осадку; использовался для бомбардировок берега; декабрь, был при высадке в Род-Айленде.
1777 год — с августа был под Филадельфией; официально закуплен 6 сентября 1777 года; 22 октября был при штурме форта Ред Бэнк; вступил в строй в ноябре. как HMS Vigilant, коммандер Брабазон Кристиан (англ. Brabazon Christian).
1778 год —  переделан на королевской верфи в Дептфорде в 22-пушечный корабль. 8 мая официально зарегистрирован как корабль 6 ранга; 22 июля был при Санди-Хук; 11 августа был с эскадрой вице-адмирала Хау против д'Эстена; 28 августа был при Ньюпорте; сентябрь, был в рейде Грея, 4 сентября столкнулся со шлюпом HMS Raven; декабрь, с эскадрой Паркера в операциях под Саванной; 22 декабря переклассифицирован в вооруженный транспорт, сняты 2 × 9-фн пушки с бака.
1779 год — коммандер Кристиан сдал командование.
1780 год — январь, коммандер Томас Голдсбро (англ. Thomas Goldesbrough); 17 августа выведен из активного состава в Нью-Йорке; затем признан негодным и сожжен в Бьюфорте (Южная Каролина).